# Clarence Walker
Clarence Leonard "Sal" Walker (Port Elizabeth, 13 de desembre de 1898 - Roodepoort, 30 d'abril de 1957) va ser un boxejador sud-africà que va competir en els anys posteriors a la Primera Guerra Mundial.
El 1920 va prendre part en els Jocs Olímpics d'Anvers, on guanyà la medalla d'or de la categoria del pes gall, del programa de boxa. Walker s'imposà a la final al canadenc Clifford Graham.
Entre 1922 i 1928 lluità com a professional, amb un balanç de 7 victòries, 7 derrotes i 2 per decisió.